# Zoltán Varga
|  | No s'ha de confondre amb Zoltán Varga (futbolista). |

Zoltán Varga (nascut el 12 de juliol de 1970), és un jugador d'escacs hongarès, que té el títol de Gran Mestre des de 1995. El 1996 es proclamà campió d'Hongria.
A la llista d'Elo de la FIDE del setembre de 2020, hi tenia un Elo de 2419 punts, cosa que en feia el jugador número 48 (en actiu) d'Hongria. El seu màxim Elo va ser de 2592 punts, a la llista de juliol de 2004 (posició 136 al rànquing mundial).